# Томаш Оскар Сосновський
Томаш Оскар Сосновський (пол. Tomasz Oskar Sosnowski; 12 грудня 1812, Новомалин — 27 січня 1886, Рим) —польський скульптор, представник академізму. Почесний доктор 24 художніх академій світу.

## Життєпис
Народився 12 грудня 1812 року в Новомалині (нині Рівненський район, Рівненська область, Україна). Батько Станіслав Сосновський, матір Касильда Малинська. Старший брат Євгеній-Броніслав Сосновський (12 жовтня 1810, Новомалин).
Вчився у Кременецькому ліцеї. Учасник Листопадового повстання. У 1833—1835 роках продовжував навчання у Варшаві. Студіював рисунок і живопис у Ксаверія Яна Канєвського та Антонія Бланка, скульптуру в Павла Малінського. Згодом навчався у Берліні під керівництвом Крістіана Рауха та в Римі у майстерні П'єтро Тенерані. У 1843–1846 мешкав у Варшаві. Повернувся до Риму, де посів професора скульптури в Академії Святого Луки (італ. Accademia di S Luca).
Головне місце у творчості митця займають скульптури на біблійну тематику. Можна сказати, що в цей час змінюється творчий орієнтир майстра — від пошуків ідеальної форми до пошуків художніх засобів втілення ідеальної духовної суті. Неперевершений ідеал досконалості Сосновський знайшов у постатях Христа, Мадонни та християнських святих. Вони стали для нього втіленням найсвітліших і найчистіших прагнень людства. У 1850—1860 рр. скульптор виконує свої найкращі роботи: три рельєфи Божої Матері з дитиною, скульптури «Мадонна з немовлям», «Материнство Марії», «Мадонна непорочного зачаття», «ЕССЕ НОМО», «Христос на смертному одрі», «Пієта». Жоден скульптор-класицист XIX ст. не створив стільки бездоганно досконалих художніх робіт, пов'язаних з образами Богоматері та Христа. Саме вони є найбільшим внеском митця в скарбницю світового мистецтва.
Допомагаючи молодим художникам та бідним людям, не шкодуючи грошей на закупівлю дорогого мармуру для скульптур, сам Сосновський жив так просто і скромно, що це дивувало його знайомих і колег. Французький дослідник Луї Вейо писав про нього: «Скульптор-поляк володіє в Україні палацом, повним королівських коштовностей та більше як 4000 підданими. Все це залишив, щоб створювати скульптури в Римі, а праця над створенням цих скульптур спонукає його забути про турботу про себе та славу. Яку ж славу міг здобути собі скульптор у Франції, користуючись прибутками, які приносили його 4000 підданих. Та він влаштував для себе майстерню, схожу на сарай. Не випускаючи долота з рук і не перестаючи працювати, підкріплюється шматком хліба або іноді якоюсь їжею, принесеною із загальної кухні. Ховається, якщо хтось прийде оглядати його роботи. Бачив його один раз. Добре польське обличчя, лагідне і чисте, але очі мають у собі життя незвичайне». Ці слова, як ніякі інші, розкривають нам красу великої безкорисної душі скульптора, який понад усе в житті ставив мистецтво і жив для мистецтва, усвідомлюючи його високе призначення будити в душі кожної людини прагнення ідеалу — «нічого для себе і все для інших»
Помер в Римі, похований на кладовищі Кампо Верано.

## Галерея

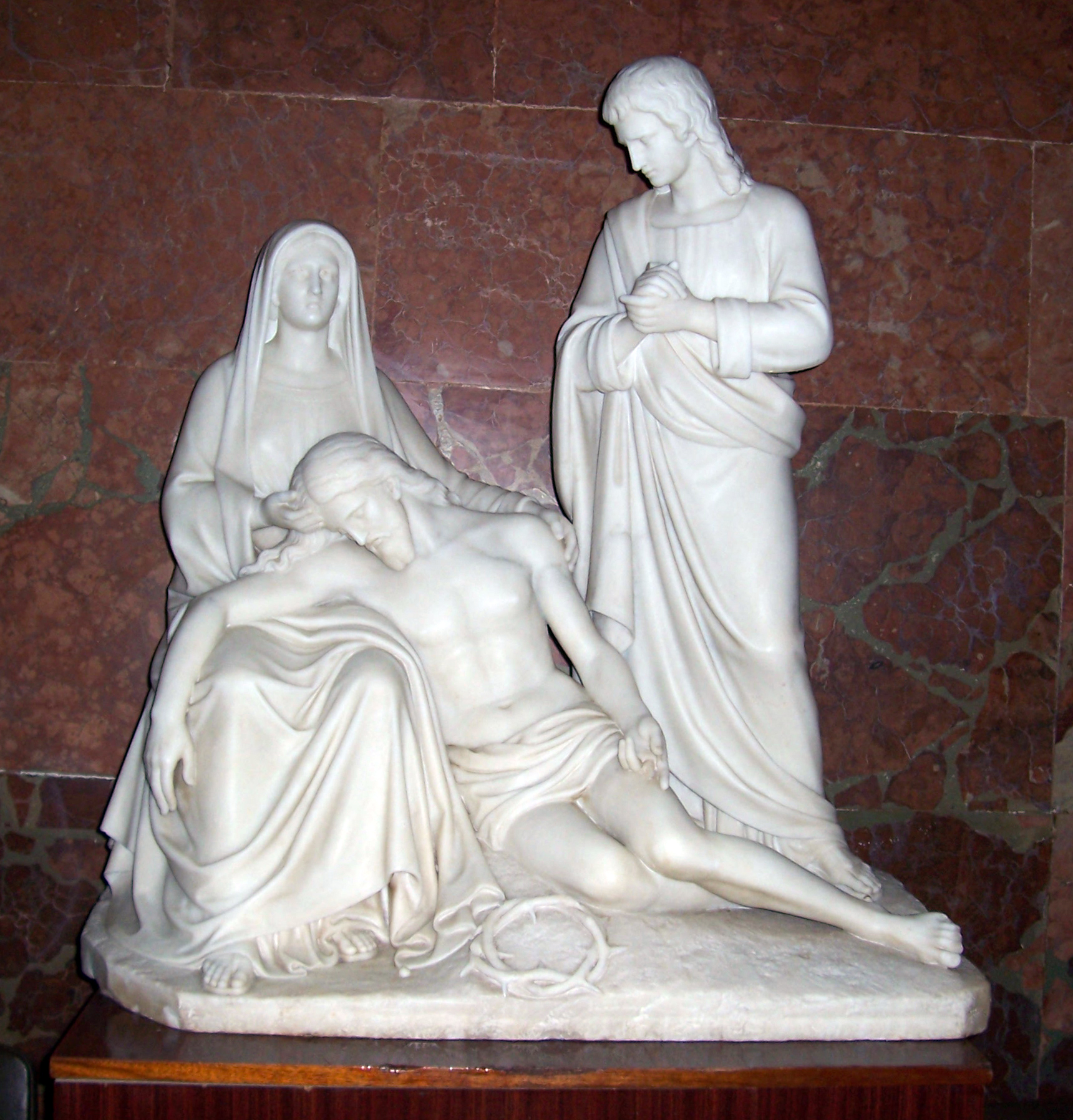
«Пієта» скульптора Сосновського, Рівненський обласний краєзнавчий музей
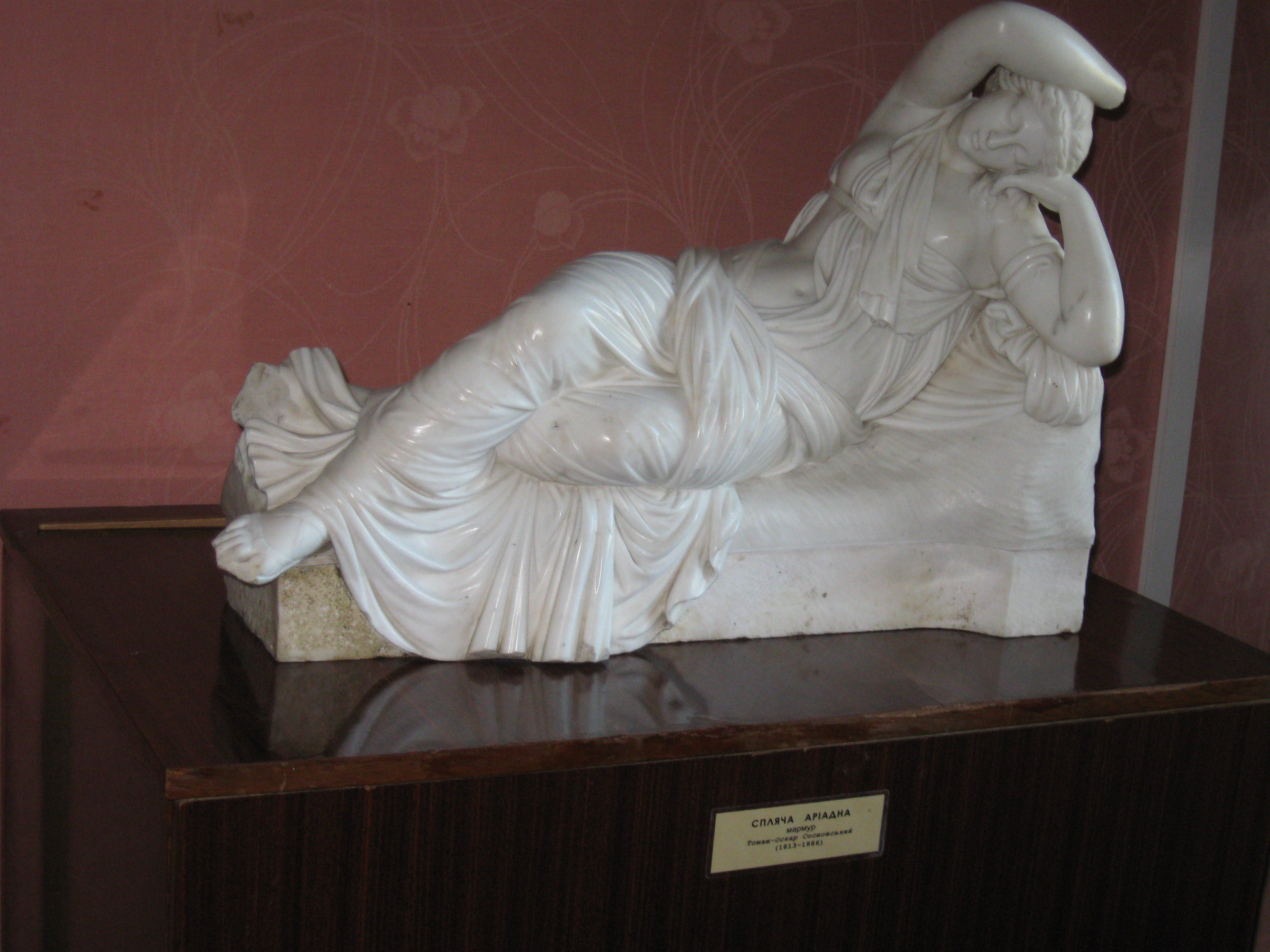
Скульптура «Спляча красуня», Рівненський обласний краєзнавчий музей
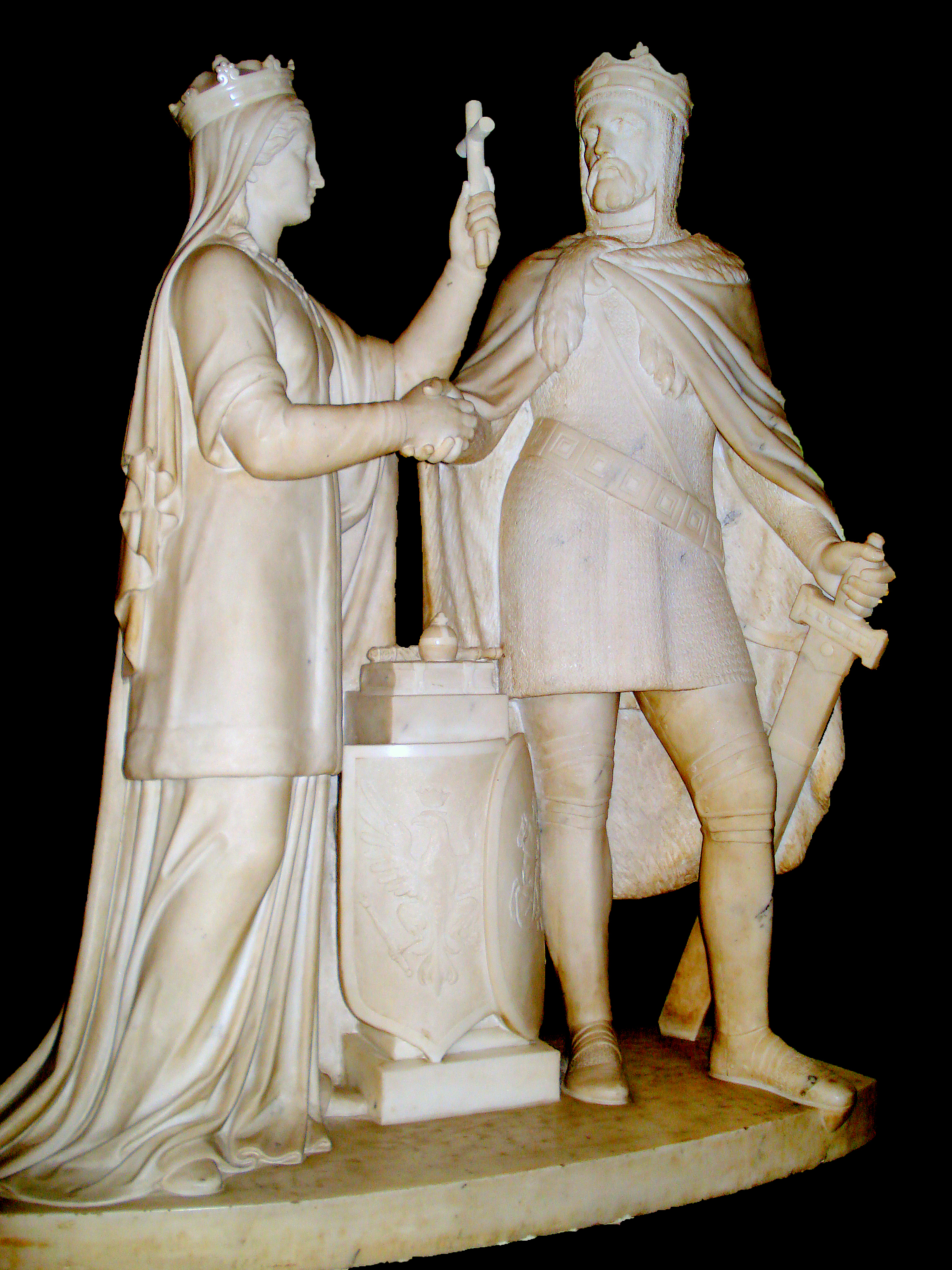
Ядвіга та Ягайло